# Funatsu Tetsuya
Funatsu Tetsuya (舩津 徹也 Funatsu Tetsuya, sinh ngày 9 tháng 2 năm 1987 ở Osaka) là một cầu thủ bóng đá người Nhật Bản thi đấu cho Thespakusatsu Gunma ở J. League Division 2.

## Thống kê câu lạc bộ
Cập nhật đến ngày 23 tháng 2 năm 2017.
| Thành tích câu lạc bộ | Thành tích câu lạc bộ | Thành tích câu lạc bộ | Giải vô địch | Giải vô địch | Cúp                   | Cúp                   | Cúp Liên đoàn | Cúp Liên đoàn | Tổng cộng | Tổng cộng |
| Mùa giải              | Câu lạc bộ            | Giải vô địch          | Số trận      | Bàn thắng    | Số trận               | Bàn thắng             | Số trận       | Bàn thắng     | Số trận   | Bàn thắng |
| Nhật Bản              | Nhật Bản              | Nhật Bản              | Giải vô địch | Giải vô địch | Cúp Hoàng đế Nhật Bản | Cúp Hoàng đế Nhật Bản | J. League Cup | J. League Cup | Tổng cộng | Tổng cộng |
| --------------------- | --------------------- | --------------------- | ------------ | ------------ | --------------------- | --------------------- | ------------- | ------------- | --------- | --------- |
| 2009                  | Kataller Toyama       | J2 League             | 37           | 2            | 1                     | 0                     | –             | –             | 38        | 2         |
| 2010                  | Kataller Toyama       | J2 League             | 31           | 1            | 1                     | 0                     | –             | –             | 32        | 1         |
| 2011                  | Kataller Toyama       | J2 League             | 31           | 3            | 2                     | 1                     | –             | –             | 33        | 4         |
| 2012                  | Cerezo Osaka          | J1 League             | 5            | 0            | 0                     | 0                     | 3             | 0             | 8         | 0         |
| 2013                  | Montedio Yamagata     | J2 League             | 37           | 6            | 0                     | 0                     | –             | –             | 37        | 6         |
| 2014                  | Montedio Yamagata     | J2 League             | 15           | 0            | 5                     | 0                     | –             | –             | 20        | 0         |
| 2015                  | Montedio Yamagata     | J1 League             | 7            | 0            | 1                     | 0                     | 5             | 0             | 13        | 0         |
| 2016                  | Thespakusatsu Gunma   | J2 League             | 40           | 2            | 1                     | 0                     | –             | –             | 41        | 2         |
| Tổng                  | Tổng                  | Tổng                  | 203          | 14           | 11                    | 1                     | 8             | 0             | 222       | 15        |